# Hemigomphus cooloola
Hemigomphus cooloola är en trollsländeart som beskrevs av Watson 1991. Hemigomphus cooloola ingår i släktet Hemigomphus och familjen flodtrollsländor. Inga underarter finns listade i Catalogue of Life.